# Луцькевич Іван Іванович
Іва́н Іва́нович Луцке́вич  (біл. Іван Луцкевіч також Ян Герман Луцкевіч, нар. 28 травня (9 червня) 1881, Шяуляй — пом. 20 серпня 1919, Закопане) — білоруський політичний діяч, археолог, етнограф, публіцист, ідеолог білоруського національного руху ХХ століття.

## Життєпис
Народився 28 травня (9 червня) 1881 р. в родині повстанця 1863 р., котрий боровся за Річ Посполиту Обох Народів. Навчався у Лібавскій і Мінській гімназіях, Московському археологічному інституті, Петербурзькому університеті.
Іван Луцкевич став прихильником незалежної Білорусі. Він один із перших, котрий зрозумів потребу незалежності Білорусі і разом із своїм братом Антоном став ініціатором проголошення Білоруської Народної Республіки (БНР). Важко хворів на сухоти (туберкульоз). Приятелі в 1919 році завезли його до галицького курорту Закопане.
Іван Луцкевич помер 20 серпня 1919 р. у Закопаному (Польща). Був похований 23 серпня того ж року на т. зв. Новому Цвинтарі по вул. Новоторзькій. Його могилу викреслили з цвинтарного реєстру біля 1963 р. (хоча залишилися записи в архіві місцевої римсько-католицькій парафії св. Родини).
У 1991 році останки Івана Луцкевича перевезли до Литви й поховали на вільнюськім цвинтарі Росса.